# Cự Can Sinh
Cự Can Sinh (hoặc Cự Kiền Sinh, Cự Càn Sinh, tiếng Trung giản thể: 巨乾生, bính âm Hán ngữ: Jù Qián Shēng, sinh tháng 5 năm 1962, người Hán) là tướng lĩnh Quân Giải phóng Nhân dân Trung Quốc. Ông là Thượng tướng Quân Giải phóng Nhân dân Trung Quốc, Ủy viên Ủy ban Trung ương Đảng Cộng sản Trung Quốc khóa XX, hiện là Tư lệnh Lực lượng Chi viện chiến lược. Ông nguyên là Tư lệnh Bộ Hệ thống mạng Internet Lực lượng Chi viện chiến lược; Phó Bộ trưởng Bộ Trinh sát kỹ thuật Bộ Tổng tham mưu.
Cự Can Sinh là đảng viên Đảng Cộng sản Trung Quốc, ông có sự nghiệp công tác trong lĩnh vực trinh sát, tình báo, kỹ thuật điện tử trong hệ thống các đơn vị kỹ thuật, công nghệ của Quân Giải phóng Nhân dân Trung Quốc.

## Xuất thân và giáo dục
Cự Can Sinh sinh tháng 5 năm 1962 tại chuyên khu Bảo Kê, nay là địa cấp thị Bảo Kê, tỉnh Thiểm Tây, Cộng hòa Nhân dân Trung Hoa. Ông lớn lên và tốt nghiệp phổ thông tạo Bảo Kê, sau đó trúng tuyển và nhập học Đại học Công nghệ điện tử Tây An (nay là Đại học Tây An) vào tháng 9 năm 1978. Trong giai đoạn này, Quân Giải phóng Nhân dân Trung Quốc điều chỉnh một cơ sở giáo dục là Học viện Thông tin liên lạc tại Đại học Tây An và Cự Can Sinh theo học đơn vị này, tốt nghiệp năm 1982 và được kết nạp Đảng Cộng sản Trung Quốc cũng trong năm này.

## Sự nghiệp

### Các giai đoạn
Tháng 7 năm 1982, sau khi tốt nghiệp đại học, Cự Can Sinh nhập ngũ Quân Giải phóng Nhân dân Trung Quốc, là quân nhân ở đơn vị thông tin liên lạc, kỹ thuật điện tử. Ông được điều chuyển về công tác ở trung ương, thuộc Bộ Radar đối phó điện tử của Bộ Tổng tham mưu Quân đội Trung Quốc (gọi tắt là Bộ 4 Bộ Tổng tham mưu), sau đó là Bộ Tình báo (Bộ 2), Bộ Trinh sát kỹ thuật (Bộ 4) đều thuộc Bộ Tổng tham mưu. Trong những năm công tác ở đơn vị này, ông lần lượt là kỹ thuật viên, trinh sát viên, thực hiện công tác tác chiến điện tử, các biện pháp loại trừ, ngăn cản hoặc làm giảm hiệu quả các hệ thống chỉ huy, khả năng điều khiển vũ khí bằng các phương tiện điện tử của đối phương.
Năm 2010, Cự Can Sinh được bổ nhiệm làm Phó Bộ trưởng Bộ 4 Bộ Tổng tham mưu, được phong quân hàm Thiếu tướng vào tháng 6 năm 2015. Sau đó, năm 2016, hệ thống quân đội Trung Quốc được cải tổ, giải thể Bộ Tổng tham mưu và thành lập Bộ Tham mưu liên hợp, thành lập mới Lực lượng Chi viện chiến lược, Cự Can Sinh được chuyển sang làm Phó Bộ trưởng Bộ 2 đã được cải tổ lại thuộc Lực lượng Chi viện chiến lược. Đến cuối năm 2017, Trung Quốc thành lập Bộ Hệ thống mạng Internet cấp phó chiến khu trực thuộc Lực lượng Chi viện chiến lược, dựa trên Bộ 3, một phần Bộ 2 và Bộ 4, Cự Can Sinh được bổ nhiệm làm Tư lệnh Bộ Hệ thống mạng Internet.

### Lực lượng Chi viện chiến lược
Tháng 6 năm 2019, Cự Can Sinh được phong quân hàm Trung tướng, sau đó được Quân ủy Trung ương quyết định bổ nhiệm làm Tư lệnh Lực lượng Chi viện chiến lược Quân Giải phóng Nhân dân Trung Quốc vào tháng 6 năm 2021, đồng thời được nhà lãnh đạo Tập Cận Bình phong quân hàm Thượng tướng vào ngày 5 tháng 7 cùng năm. Giai đoạn đầu năm 2022, ông được bầu làm đại biểu tham gia Đại hội Đảng Cộng sản Trung Quốc lần thứ XX từ đoàn Quân Giải phóng và Vũ cảnh. Trong quá trình bầu cử tại đại hội, ông được bầu làm Ủy viên Ủy ban Trung ương Đảng Cộng sản Trung Quốc khóa XX.

## Lịch sử thụ phong quân hàm
| Quân hàm |             |             | Thượng tướng |  |  |  |  |  |  |  |  |
| Cấp bậc  | Thiếu tướng | Trung tướng | Thượng tướng |  |  |  |  |  |  |  |  |
|          |             |             |              |  |  |  |  |  |  |  |  |